# Nicholas Patrick Stephen Wiseman
Nicholas Patrick Stephen Wiseman (tudi Nicolás Patricio Esteban Wiseman), angleški rimskokatoliški duhovnik, škof in kardinal, * 2. avgust 1802, Sevilla, † 15. februar 1865.

## Življenjepis
11. marca 1825 je prejel duhovniško posvečenje.
22. maja 1840 je postal apostolski vikar Centralnega okrožja Anglije in istega dne je bil imenovan za naslovnega škofa Milopotamusa. 8. junija istega leta je prejel škofovsko posvečenje.
29. avgusta 1847 je postal pomočnik-apostolskega vikarja za Londonsko okrožje; 18. februarja 1849 je postal polni apostolski vikar.
29. septembra 1850 je bil imenovan za nadškofa Westminstra; naslednji dan je bil povzdignjen v kardinala in imenovan za kardinal-duhovnika S. Pudenziana.